# André Marie
André Marie (Honfleur, 1897. december 3. – Rouen, 1974. június 12.) francia jogász, politikus, a Negyedik Francia Köztársaság 3. miniszterelnöke.

## Pályafutása
1916-ban, az első világháború idején behívták katonának. Kétszer megsebesült, végül tüzérségi parancsnokként szerelt le. Hadikereszttel tüntették ki. Jogi diplomát szerzett és 1922-ben Rouenban lett bírósági ügyvéd. Csatlakozott a Parti radical-socialiste párthoz, és 1928-ban Seine-Maritime parlamenti képviselőjévé választották. Mandátumát 1962-ig megtartotta.
1933-ban Albert Sarraut kormányában Elzász-Lotaringiáért felelős államtitkár helyettes. 1934-ben Édouard Daladier kormányában külügyi államtitkár helyettes, és képviselő a Nemzetek Szövetségében.
Önkéntes tüzérségi kapitányként vonult a második világháborúba. 1940-ben fogságba esettt, a sarrebourgi tiszti hadifogolytáborba került, de 1941-ben szabadon engedték, mert első világháborús veterán volt. Csatlakozott az ellenállási mozgalomhoz. 1943 szeptemberében letartóztatták, és a buchenwaldi koncentrációs táborba vitték. 1945. április 11-én szabadították ki az amerikai csapatok. Mihelyt egészsége engedte, visszatért a politikai életbe. Paul Ramadier és Robert Schuman kormányában igazságügyi miniszter, 1945-ben Barentin polgármesterévé választották. 1947. január 22-én ismét igazságügyi miniszter, hatáskörébe tartoztak a kollaboránsok bírósági perei.
Vincent Auriol köztársasági elnök felkérésére kormányt alakított 1948. július 24-én. Lemondása után elfogadta a miniszterelnök-helyettesi posztot Henri Queuille kormányában. 1951-ben közoktatási miniszter René Pleven második kormányában. A tárcát 1954 júniusáig megtartotta Edgar Faure, Antoine Pinay, René Mayer és Joseph Laniel kormányában. A tanuláshoz való jog védelmezőjeként járta az országot, hogy a háborúban megsérült iskolákat renoválják, illetve újakat építsenek.

## Kapcsolódó szócikk
- Franciaország miniszterelnökeinek listája